# Punch (czasopismo)
Punch – brytyjski tygodnik satyryczny ukazujący się w latach 1841–1992 oraz 1996–2002.
Nazwa magazynu była nawiązaniem do Mr. Puncha, anarchizującej pacynki z popularnych przedstawień dla dzieci, które pojawiły się w Wielkiej Brytanii w XVII wieku. Pośrednio również żartem z nazwiska pierwszego wydawcy – Marka Lemona.
Przyjmuje się, że „Punch”, prezentując serie rysunków satyrycznych, opatrzonych wierszowanym komentarzem i spiętych w fabularną całość, był jednym z prekursorów współczesnej sztuki komiksu. Autorami piszącymi dla magazynu byli m.in. A.A. Milne, P.G. Wodehouse i W.M. Thackeray.
Wznowienie wydawania magazynu w 1996 było inwestycją egipskiego biznesmena Mohameda Al-Fayeda. Ostateczne zamknięcie „Puncha”  6 lat później podyktowane było nierentownością tytułu.